# Identity
Identity es el segundo episodio de la segunda temporada y vigésimo quinto episodio a lo largo de la serie estadounidense de drama y ciencia ficción, Arrow. El episodio fue escrito por Ben Sokolowski y Beth Schwartz, dirigido por Nick Copus y fue estrenado el 16 de octubre de 2013.
Oliver descubre que los medicamentos enviados a un hospital en los Glades está siendo interceptado por criminales y sin tales suministros, el hospital cerrará. Roy intenta detener a los ladrones pero es capturado por el oficial Lance. Por otra parte, Oliver se ve envuelto en una pelea con China White y nuevo compañero para recuperar los medicamentos, mientras que Laurel idea un plan para atrapar al Vigilante y Thea le da un ultimátum a su novio.

## Argumento
Roy intenta detener a unos ladrones que intentan robar un camión de suministros médicos que fueron enviados al Glades Memorial. El chico logra detener a uno de ellos pero el segundo le dispara a su auto provocando que se vuelque. Mientras los conductores del camión son asesinados por China White, Roy es arrestado. En la estación de policía, Laurel interroga a Roy y trata de convencerlo de que el Vigilante es un criminal, pero Roy le responde que no cree eso pues le salvó la vida. Mientras tanto, Thea recibe una llamada telefónica poniéndola al tanto de la situación de su novio.
Nuevamente en la estación de policía, Laurel accede a no presentar cargos en contra de Roy y Oliver le aconseja dejar de actuar como si fuera el Vigilante, entonces Roy le revela que el hospital en los Glades sufrió daños durante el terremoto y ahora que los medicamentos están siendo robados, el personal del lugar lo está abandonando poco a poco y entonces inevitablemente cerrará, dejando a miles de personas sin atención médica. Preocupado por las palabras de Roy, Oliver hace una visita al hospital acompañado de Diggle y se da cuenta de que el chico estaba diciendo la verdad. Al salir del lugar, Oliver y Diggle se encuentran con Sebastian Blood, un hombre que se convirtió en concejal de los Glades después del terremoto y quien cuestiona a Oliver sobre las acciones que está tomando para ayudar a la ciudad y culpa a su familia de lo que está pasando en aquella zona. Pronto, la multitud se vuelve en contra de Oliver y es obligado a irse del lugar.
En Queen Consolidated, Felicity está molesta por el hecho de que Oliver la nombró asistente del director ejecutivo pero él argumenta que lo hizo para no tener que justificar que el director Ejecutivo de la empresa pasara tanto tiempo en el departamento de tecnología pero aun así, la chica no está conforme con su nuevo puesto. Por la noche, el Vigilante intenta detener el robo de otro camión de suministros médicos pero descubre que China White tiene un nuevo socio llamado Tigre de Bronce, con quien tiene un enfrentamiento. Durante la pelea, Laurel se hace presente acompañada de varios oficiales de policía, determinados a capturar al Vigilante. Oliver y Tigre de Bronce logran escapar pero Oliver es herido en un pie. De vuelta en la base, Oliver cura su herida, incrédulo de que la policía y Laurel se presentaran para arrestarlo en vez de detener a los ladrones e insiste en querer reunirse con Diggle y Carly. Cansada por la insistencia de Oliver sobre el tema, Felicity le revela que la pareja rompió durante el tiempo que él se desterró a la isla. Oliver se disculpa con Diggle y él pregunta el motivo de la ruptura, Diggle le dice que se debió al hecho de que él seguía pensando en vengar la muerte de su hermano.
Mientras tanto, el Vigilante visita a Laurel en su trabajo para cuestionarla sobre sus acciones, ya que él creía que estaban del mismo bando. Laurel le confiesa que la noche del terremoto, ella volvió a entrar a las oficinas del CNRI para buscar a Tommy y lo vio alejándose del lugar, tachándolo de cobarde. El Vigilante le responde que él también perdió a un amigo aquella noche, pero Laurel le pide que ya no la vuelva a buscar más, prometiéndole que los desenmascarará, lo perseguirá y lo enviará a prisión. Por otra parte, Thea le da un ultimátum a Roy diciéndole que está despedido y le da un cheque con su liquidación y la piedra que Oliver le dio a su regreso, explicándole que su significado es la reconexión y le comenta que tiene dos opciones: romper el cheque y reconectarse con él mismo y con su relación o seguir en cruzada de encontrar al Vigilante.
Oliver concreta una reunión con Sebastian Blood, en la que acuerdan organizar una recaudación de fondos a la que Oliver se compromete a asistir para demostrarle que sí se preocupa por la gente de los Glades. En dicha recaudación, Sebastian se encuentra con Laurel y le comenta lo que piensa de Oliver. Ella lo defiende pero el hecho de que Oliver no aparezca enfurece a Sebastian y comienza una rueda de prensa en la que declara públicamente que cree que Oliver no es bueno para Starling City. Mientras tanto, Oliver y Diggle se enfrentan a China White y Tigre de Bronce tras intento de robo a camiones con medicamentos, mientras Felicity distrae a la policía. Oliver logra vencer a Tigre de Bronce y ayuda a Diggle con China White, a quien deja atada de manos a un poste para que la policía la detenga. Más tarde, Oliver se entera de la captura de China White y de las declaraciones de Blood por medio de un noticiero. Poco después, el Vigilante contacta a Roy y le pide que deje de enfrentarse a criminales, ya que no está entrenado para hacerlo. Roy le pide que lo entrene pero el Vigilante le dice que si quiere ayudarlo, se convierta en sus ojos en los Glades y le informe todo lo que pase. Tras su reunión con el encapuchado, Roy le dice a Thea que ha dejado atrás su etapa de Vigilante, reconciliándose con ella mientras que el Vigilante se presenta nuevamente ante Laurel en las oficinas de la fiscalía. Laurel le dice que no debió hacerlo e inmediatamente un equipo de policías entra en acción rodeando al Vigilante.
En flashbacks a la isla, Slade y Shado intentan que Oliver no pierda la cordura tras haber asesinado violentamente a uno de los captores de Shado. Más tarde, Slade le dice a Oliver que Shado se está convirtiendo en una distracción para él y eso podría costarle la vida. Por otra parte, tras seguir los mapas de los captores de Shado, los tres llegan a un punto de la isla donde descubren una cueva llena de cadáveres de soldados chinos de la Primera Guerra Mundial.

## Elenco
- Stephen Amell como Oliver Queen.
- Katie Cassidy como Dinah Laurel Lance.
- David Ramsey como John Diggle.
- Willa Holland como Thea Queen.
- Emily Bett Rickards como Felicity Smoak.
- Colton Haynes como Roy Harper.
- Manu Bennett como Slade Wilson.
- Susanna Thompson como Moira Queen (crédito solamente).
- Paul Blackthorne como el oficial Quentin Lance (crédito solamente).

## Continuidad
- Es el primer episodio de la segunda temporada en el que Moira Queen y Quentin Lance están ausentes.
- China White fue vista anteriormente en Dead to Rights.
- Este episodio marca la primera aparición de Ben Turner y Sebastian Blood.
- Se revela que 503 personas fallecieron debido al terremoto en los Glades.
- Oliver comenta que ya no se basa en los nombres de la lista para sus apariciones como el Vigilante.
- Oliver se entera de que Diggle terminó su relación con Carly.
- Laurel le revela al Vigilante que lo vio escapando de la CNRI tras la muerte de Tommy.
- China White es arrestada gracias al Vigilante y se revela que su verdadero nombre es Chien Na Wei.
- El Vigilante acepta que Roy trabaje a su lado, pidiéndole que le de información sobre lo que pasa en los Glades.
- Laurel le tiende una trampa al Vigilante.

## Banda sonora[3]
| N.º | Intérprete          | Título          | Álbum               |
| --- | ------------------- | --------------- | ------------------- |
| 1   | Aaron David Gleason | Bright Lights   | Aaron David Gleason |
| 2   | Youngblood Hawke    | We Come Running | Wake Up             |

## Desarrollo

### Producción
La producción de este episodio comenzó el 11 de julio y terminó el 19 de julio de 2013.

### Filmación
El episodio fue filmado del 22 al 31 de julio de 2013.

### Casting
El 20 de julio, durante la Convención Internacional de Cómics de San Diego, fue confirmado el regreso de Kelly Hu, quien interpreta a China White; además, se anunció la incorporación de Michael Jai White, quien fue contratado para interpretar a Ben Turner, un criminal que es conocido por el sobrenombre de Tigre de Bronce. y de Kevin Alejandro como Sebastian Blood, personaje inspirado en Hermano Sangre.

## Recepción

### Recepción de la crítica
Jesse Schedeen, de IGN calificó al episodio como bueno y le otorgó una puntuación de 7.8, comentando: "Este episodio fue un poco más deficiente que el estreno. En gran medida fue debido a la decepcionante China White y su trama igualmente decepcionante. Pero el sentido fundamental de esta temporada se perfila muy bien, Michael Jai White es una adición bienvenida al elenco y espero que no sea demasiado largo hasta ver a Tigre de Bronce desenvainar sus garras de nuevo. También fue la primera oportunidad real para Kevin Alejandro para brillar como Sebastian Blood. Aquí, al menos, tenemos un ejemplo de un antagonista mejor desarrollado y Alejandro puso la mezcla perfecta de carisma y sutil amenaza para Ollie.

### Recepción del público
En Estados Unidos, Identity fue visto por 3.02 millones de espectadores, recibiendo 1.1 millones de espectadores entre los 18 y 49 años, de acuerdo con Nielsen Media Research.